# Hjärtan som mötas (film, 1930)
Hjärtan som mötas är en tysk musikalfilm/operettfilm från 1930 i regi av Géza von Bolváry med manus av Walter Reisch. Liane Haid och Willi Forst gör huvudrollerna. Även en fransk version av filmen spelades in under titeln Petit officier... Adieu!

## Rollista
- Liane Haid - Tilla Morland
- Willi Forst - Ulrich Weidenau
- Margarete Schlegel - Emmy Stein
- Otto Wallburg - baronen
- Fritz Odemar - redaktören
- Ernö Verebes - Jerome Toenli